# Yuki Ishii
Yuki Ishii (jap. 石井優希 Ishii Yuki; ur. 8 maja 1991 w Kurashiki) – japońska siatkarka, reprezentantka kraju, grająca na pozycji przyjmującej.

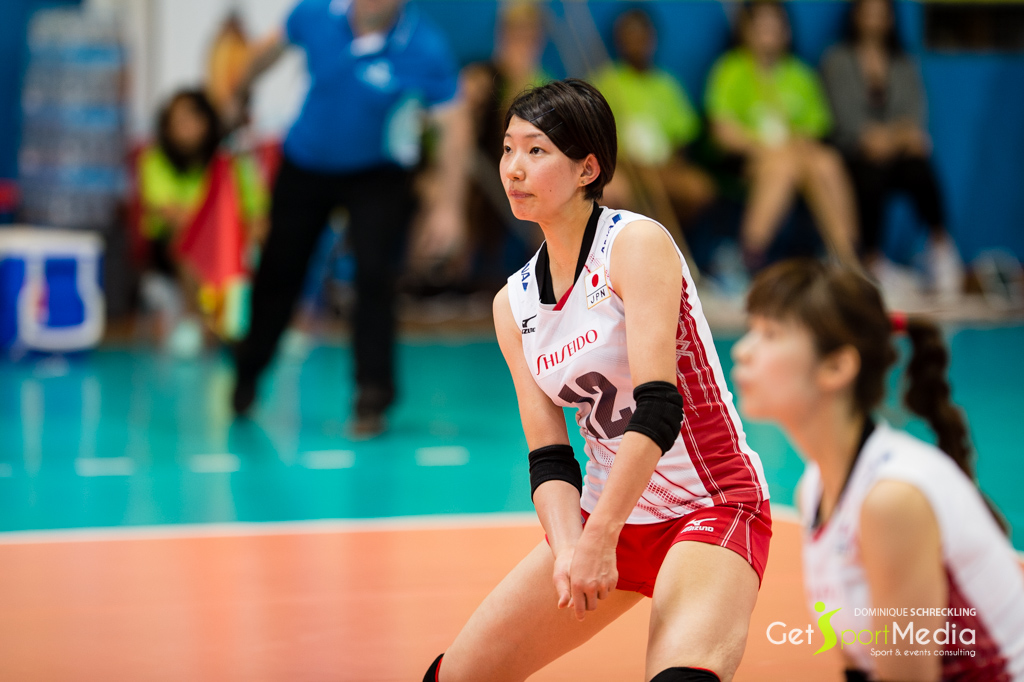
Yuki Ishii reprezentantką Japonii

W kwietniu 2023 roku poinformowała, że kończy siatkarską karierę.

## Sukcesy klubowe
Mistrzostwo Japonii:
- 2013, 2014, 2016, 2018, 2019, 2022[3]
- 2012, 2015, 2017
- 2011, 2023

Puchar Cesarza:
- 2012, 2013, 2014, 2015, 2016, 2018

Klubowe Mistrzostwa Azji:
- 2014
- 2015, 2017

## Sukcesy reprezentacyjne
Volley Masters Montreux:
- 2011
- 2015, 2019

Mistrzostwa Azji:
- 2013

Puchar Wielkich Mistrzyń:
- 2013

Grand Prix:
- 2014

## Nagrody indywidualne
- 2014 - Najlepsza przyjmująca Klubowych Mistrzostw Azji
- 2015 - MVP i najlepsza przyjmująca turnieju Volley Masters Montreux